# Хильвет

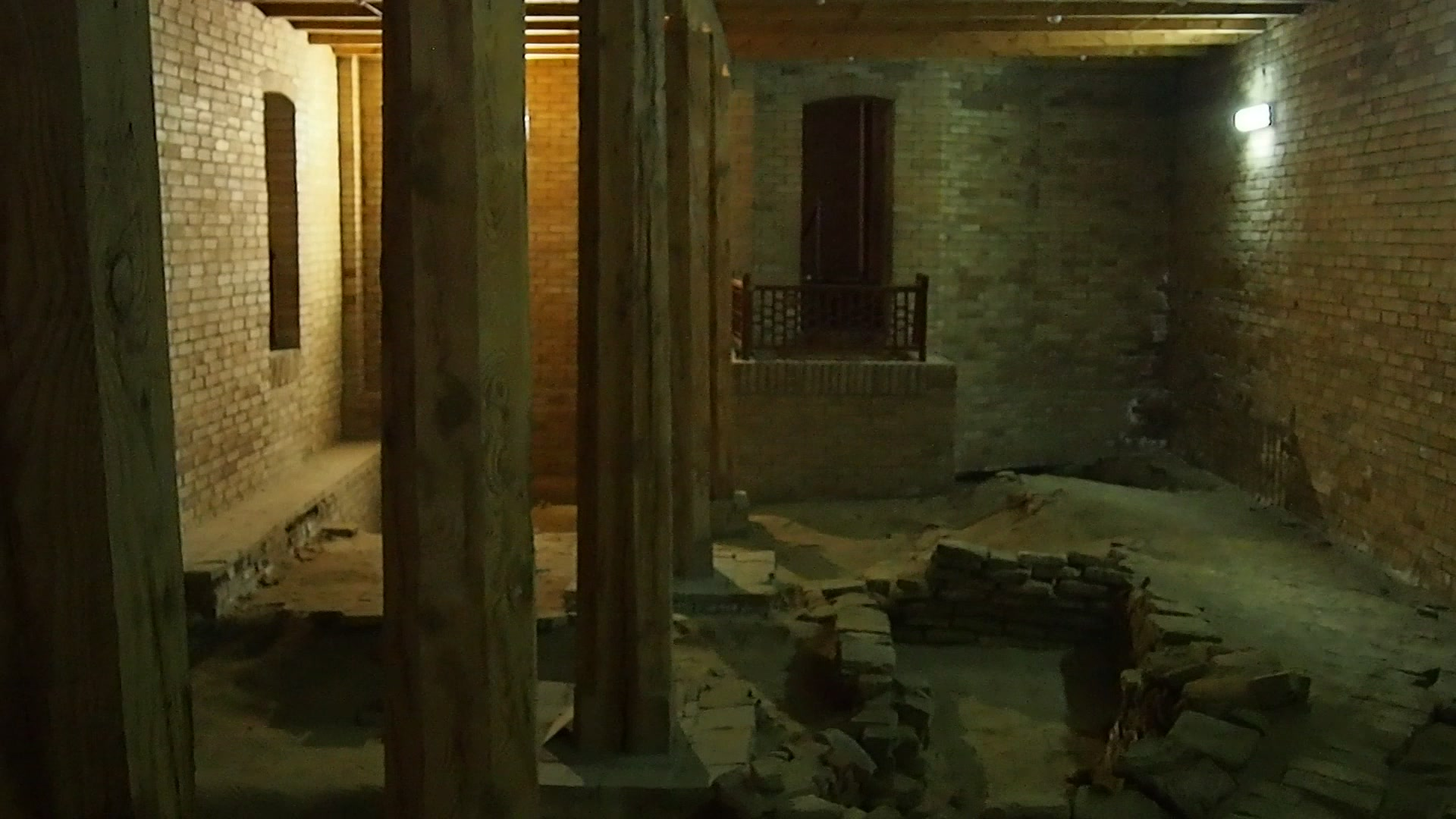
Большой Хильвет в Туркестане.

Хильве́т, ха́лва/халват (от араб. خَلْوَةٌ‎ — «уединение») или халвет-хана (перс. خلوتخانه‎) — подземное помещение для отправления религиозных суфийских обрядов. Начало строительства хильветов на территории юга современного Казахстана относится к IX веку и может быть связано с проникновением сюда шафиитов, укрывавшихся в подземных постройках — гарах (перс. غار‎ — «пещера»). Аналогичные по назначению (но не подземные) сооружения в других частях исламского мира (в основном в Северной Африке) называются завиями.

## Большой Хильвет
Появление хильветов в Туркестане связывают с личностью Ходжа Ахмеда Ясави, который в возрасте пророка Мухаммеда (63 года) спустился под землю и прожил остаток жизни в Туркестанском хильвете (Большой Хильвет). В начале 1940-х годов этот хильвет был разобран; сохранилась лишь наиболее древняя часть. Памятник представляет полуподземную обширную постройку неправильной формы с плоской кровлей. Имеет два входа: один, главный, с южного фасада, другой — с западного. В хильвете есть помещения для паломников, для молитв, ритуальных омовений, хозяйственные помещения. Строился в несколько этапов. Наиболее древняя часть — гар (XII век). Это комната под землей (1,5×1,5 м), на глубине около 4 м. Стены и потолок выложены квадратным кирпичом. Свод высотой 1,6 м, выложен кладкой «балхи». В стенах небольшие ниши для светильников. Гар связан винтовой лестницей с молельным залом — полуподвальным, квадратным в плане помещением (5×5 м). Стены кирпичные, перекрытие балочное, типа «вассы». В западной стене небольшая ниша — михраб. Общий зал — помещение прямоугольной формы, вытянутое в направлении востока и запада. Балки перекрытия опираются на колонны. В потолке вентиляционные отверстия «шанырак». Вдоль стен стоят низкие суфы. Малый и общий залы, тахаратхана построены в XV—XVI веках, остальные постройки в XVIII—XIX веков.

## Хильвет Аулие Кумчик-ата
Хильвет Аулие Кумчик-ата — подземная (пещерная) двухкамерная постройка с входом-шахтой, устроенным в торце узкого длинного (около 10 м) коридора. Сложен из жжёного кирпича квадратной формы на глине. Дальнее помещение квадратной формы, со сторонами около 2×2 м и высотой 1,6 м, перекрыто шатровым сводом. Примыкающее к нему помещение круглой формы, диаметром около 2,5 м и высотой около 2 м, перекрыто куполом (кумбезом). В стенах помещений устроены маленькие ниши для светильников. Коридор изогнутый в плане, сложен, как и основные помещения, из жжёного кирпича, перекрыт арочным сводом. В перекрытии его средней части устроено световое отверстие в виде колодца диаметром около 1 м во всю ширину коридора. Вход в хильвет в руинированном состоянии, ступеней лестницы не выявлено. Интерьеры всей постройки не оштукатурены. Мечеть была исследована экспедицией Института истории, археологии и этнографии, которой руководила Таисия Сенигова. Памятник был реставрирован в 1985 и 2003 годах.